# Gibli
Gibli (auch Ghibli, arabisch قبلی ‚Südwind‘) bezeichnet um Tripolis (Libyen), Tunesien und Algerien eine Art von heißem, trockenen Wüstenwind. In anderen Regionen sind dafür die Begriffe Chamsin, Scirocco oder Samum üblich.
In Nordafrika weht an der Warmfront atlantischer Tiefdruckgebiete häufig heiße Wüstenluft aus der Sahara nach Norden, das heißt Richtung Mittelmeerraum. Bei hohen Windstärken reichert sich die Luft mit Sand und Staub aus der Wüste an, so dass sich sogar Sand- und Staubstürme entwickeln können. In Nordafrika kommt es aufgrund der dortigen Gebirgsketten in deren Leebereich zusätzlich noch zu einer föhnigen Erwärmung der Luft auf 40 Grad Celsius und mehr, die für den Gibli charakteristisch ist.

## Namensgeber
Der Wüstenwind ist unter anderem Namensgeber für:
- drei Sportwagen des italienischen Automobilherstellers Maserati, siehe Maserati Ghibli
- einen Motorroller des italienischen Motorradherstellers Aeronautica Macchi, siehe Aermacchi Ghibli
- die italienischen Kampfflugzeuge AMX und Caproni Ca.309
- indirekt für das Animestudio Studio Ghibli, das nach dem Flugzeugtyp benannt ist